# Mike Marshall (baseball, 1943)
Pour les articles homonymes, voir Mike Marshall et Marshall.
 Michael Grant Marshall (né le 15 janvier 1943 à Adrian, Michigan, États-Unis et mort le 1er juin 2021 à Zephyrhills) est un ancien lanceur droitier de baseball ayant joué dans les Ligues majeures pendant 14 saisons, de 1967 à 1981.
Vainqueur du trophée Cy Young comme meilleur lanceur de la Ligue nationale en 1974 avec les Dodgers de Los Angeles, Marshall a été sélectionné pour deux matchs des étoiles. Surnommé Iron Mike, il détient trois records du baseball majeur pour un lanceur : le plus grand nombre de parties jouées (106) en une saison, le plus grand nombre de parties jouées consécutives (13), et le plus grand nombre de manches lancées en relève (208 et un tiers) en une année.

## Carrière
À l'âge de 11 ans, Mike Marshall est victime d'un accident de la circulation, l'automobile dans laquelle il prenait place se faisant emboutir par un train. Blessé au dos, le jeune Marshall développe un intérêt pour la mécanique du corps humain, ce qui l'amène à faire des études en éducation physique. Détenteur d'une maîtrise, il complète un doctorat en 1978, pendant sa carrière de baseballeur. Il développera un programme qui, selon lui, permet d'éviter aux lanceurs les multiples blessures aux bras dont ils sont victimes dans la pratique de leur sport, ceci en modifiant notamment la motion traditionnelle effectuée par l'artilleur. Marshall se considère comme un érudit ayant utilisé sa carrière sportive comme « laboratoire » pour expérimenter ses idées. Celles-ci ont leurs adeptes mais n'ont jamais révolutionné l'art de lancer. Néanmoins, il continue, trois décennies après la fin de sa carrière, à les promouvoir.
Marshall obtient à l'âge de 17 ans un premier contrat professionnel, signé avec les Phillies de Philadelphie. Il fait ses débuts dans les Ligues majeures à 23 ans le 31 mai 1967, avec les Tigers de Detroit, qui avaient acheté son contrat l'année précédente. Il présente une excellente moyenne de points mérités de 1,98 en 37 sorties en relève pour Detroit, remportant sa première victoire et réussissant 10 sauvetages.
Après avoir passé la saison 1968 dans les ligues mineures en classe AAA, il est laissé sans protection par les Tigers en vue du repêchage d'expansion de 1968, où il est le 27e joueur sélectionné (53e au total) par les Pilots de Seattle, une franchise faisant son entrée dans la Ligue américaine l'année suivante. En 1969, Marshall est utilisé à la fois comme lanceur partant et comme releveur, amorçant au monticule 14 de ses 20 rencontres avec les Pilots.
En 1970, il commence la saison avec les Astros de Houston, qui ne lui confient la balle qu'à quatre reprises avant de le transférer aux Expos de Montréal. La carrière du droitier prendra son envol avec le club québécois, qui utilisera Iron Mike à profusion. Le releveur domine la Ligue nationale pour le nombre d'apparitions au monticules en 1972, avec 65. En 1973, il lance dans 92 parties, le plus haut total des majeures pour un lanceur, et se classe premier dans la Nationale pour les sauvetages (31). Son grand nombre de présences sur la butte lui permet de connaître deux saisons de suite de 14 victoires, un chiffre élevé pour un lanceur de relève.
En décembre 1973, les Expos cèdent Marshall aux Dodgers de Los Angeles en retour du voltigeur de centre Willie Davis.
Avec les Dodgers en 1974, Marshall établit deux records : le plus grand nombre de matchs joués par un lanceur en une seule saison (106) et le plus grand nombre de manches lancées en relève en une année (208 et un tiers). Ces deux records tiennent toujours (en date de 2009), de même que celui de 13 parties jouées consécutives par un lanceur. En 1974, Marshall mène la Nationale pour une seconde saison de suite au chapitre des sauvetages, avec 21. Il est crédité de 15 victoires et remporte le trophée Cy Young, décerné au meilleur lanceur de la ligue. Il obtient même une voix de première place au scrutin du joueur de l'année, chose inhabituelle pour un lanceur, et prend le 3e rang du vote derrière son coéquipier Steve Garvey et Lou Brock, des Cards. En séries éliminatoires, Marshall affiche une moyenne de points mérités microscopique de 0,75 en 7 sorties, mais est débité d'un revers en Série mondiale, où Los Angeles s'incline devant Oakland.
Il représente les Dodgers aux parties d'étoiles de 1974 et 1975.
Marshall passe des Dodgers aux Braves d'Atlanta en 1976, puis partage la saison 1977 entre les Braves et les Rangers du Texas.
Il s'aligne avec les Twins du Minnesota de 1978 à 1980. En 1974, il est le lanceur le plus utilisé de la Ligue américaine, jouant dans 90 parties, et mène le circuit pour les sauvetages, avec 32. Il complète sa carrière chez les Mets de New York en 1981.
En 723 parties réparties sur 14 saisons dans les majeures, Mike Marshall a lancé 1386 manches et deux tiers. On lui a confié le rôle de releveur à 699 reprises, et celui de partant en 24 occasions. Il a remporté 97 victoires, subi 112 défaites, enregistré 188 sauvetages, réussi 880 retraits sur des prises et maintenu une moyenne de points mérités de 3,14.